# Thomas Harriot
Thomas Harriot (tudi  Hariot ali Harriott), angleški matematik in astronom, * 1560, Oxford, Anglija, † 2. julij 1621, London.

## Življenje in delo
Harriot se je leta 1577 vpisal na Univerzo v Oxfordu, kjer je diplomiral leta 1580 in odšel v London.
S svojim astronomskim znanjem je pomagal siru Raleighu pri problemih v navigaciji. Pomagal je tudi graditi njegove ladje in bil njegov računovodja. Odšel je vsaj na eno odpravo in nekaj časa preživel v Novem svetu. Obiskal je otok Roanoke ob obali Severne Karoline. Njegovo poročilo o potovanju Kratko in resnično poročilo o novoodkriti deželi Virginiji (Brief and True Report of the New Found Land of Virginia) je objavil leta 1588. Poročilo vsebuje prva pripovedovanja o ameriških staroselcih, ki jih je srečala odprava. Njegovo pristransko vedenje je kasneje vplivalo na angleške raziskovalce in naseljence. Zapisal je: »In s tem lahko upamo, če uporabimo sredstva dobrega vladanja, da lahko prebivalce v kratkem času civiliziramo in jih pridobimo za pravo religijo.« Istočasno so kasneje zanemarili njegove relativno sočutne poglede na indijansko marljivost in zmožnosti učenja v prid delov »Poročila« o izločljivih rudninah in naravnih virov.
Raleigh ga je kot znanstvenega svetovalca zaprosil naj najde učinkovitejšo pot zložitve topovskih krogel na ladijski palubi. Njegove naslednje teorije o tesnem zlaganju krogel so bile predhodnica kasnejše teorije o atomih. V času, ko so ga obtoževali, da je verjel v atomizem, nekateri vidijo povezavo. Njegovo dopisovanje o optiki s Keplerjem, kjer je opisal nekatere svoje zamisli, so kasneje vplivale na Keplerjevo domnevo o zlaganju krogel.
Harriot je raziskoval optične pojave in lom svetlobe. Verjetno je 20 let pred Snellom van Royenom odkril lomni zakon, vendar je, kakor veliko njegovega dela, tudi to ostalo neobjavljeno.
Raleigh mu kasneje ni bil več naklonjen. Njegov drugi pokrovitelj je postal Henry Percy, northumberlandski grof, ki so ga leta 1605 v zvezi z zaroto proti kralju in parlamentu zaprli. Percy je bil ded enega od zarotnikov, Thomasa Percyja. Harriotta so zaslišali in za kratek čas zaprli, vendar so ga kmalu spustili.
Na nebu se je leta 1607 pojavilo svetleče telo, kasneje znano kot Halleyjev komet, in Harriot je veliko časa začel posvečati astronomiji. Med prvimi je začel uporabljati daljnogled in med prvimi opazoval Sončeve pege.
Leta 1609 je izdelal prve karte Luninega površja kot jo vidimo skozi daljnogled. Njegove karte prikazujejo veliko površinskih podrobnosti. Še popolnejše karte je leto kasneje izdelal Galilei.
Harriot je podal prvo posplošeno razlago pozicijskega sistema mestnih vrednosti števil, vendar njegovo delo ni ostalo opaženo in je zasluge kasneje nosil Leibniz.
Svojih odkritij ni objavljal in veliko njegovih rokopisov se je izgubilo. Tiste, ki so se ohranili, hrani Britanski muzej in Percyjeva družina v Petworth Houseu v Sussexu in v Alnwick Castleu v Northumberlandu. Zaradi tega so njegovi dosežki ostali obstranski. Po njegovi smrti so leta 1631 objavili njegovo delo Artis Analyticae Praxis ad Aequationes Algebraicas Resolvendas o algebri. Harriot je iznašel več matematičnih znakov, ki jih uporabljamo še danes. V tem delu je uveljavil znaka neenakosti < in >. Pri tem je nanj verjetno vplival Viète.

## Priznanja

### Poimenovanja
Po njem so leta 1970 imenovali krater Harriot na Luni.